# Білківський могильник
Білківський могильник — великий курганний могильник раннього періоду залізної доби, який було виявлено біля с. Білок Закарпатської обл.

## Історія
Починаючи з 30-х років минулого століття, брати Затлукали, любителі археології з Мукачевого, розкопали загадкові кургани в урочищі Задоновиця рядом з селом Білки на Закарпатті.
З 1949 року були проведені розкопки, під час яких були виявлені трупоспалення в урнах і грунтових ямах, а також сліди тризни — залишки вогнищ та уламки ліпного неорнаментованого посуду різної форми. Білківський могильник належить до ранніх пам'яток куштановицької культури.
Матеріальний комплекс складається з ліпних, рідше гончарних горщиків з пластичною орнаментацією. Також зустрічаються металеві вироби карпатського походження, а також предмети озброєння та прикраси скіфського типу.
Археологи дослідили один з курганів і знайшли дві миски — одна з яких виділялася чорнолискованою поверхнею, орнаментованою загадковим зображенням. Задачу дешифрування цього зображення нещодавно вирішив відомий краєзнавець, учений-археолог та історик Степан Пеняк.